# Szkole
Szkole (cirill betűkkel: Сколе, lengyelül: Skole) város Ukrajna Lvivi területén, a Sztriji járásban. Szkole község székhelye, amelyhez további 15 falu tartozik. A területi központtól, Lvivtől 106 km-re, az Ukrán-Kárpátokban, az Opir folyó völgyében, a Galícia és a Magyar Királyság közötti egykori fontos kereskedelmi útvonal mentén fekszik. Bojkóföld egyik jelentős települése. 2020-ig a megszűnt Szkolei járás székhelye volt.  A városon keresztül halad a Csap–Kijev közötti M 06-os autóút és a Csap–Bátyú–Munkács–Lviv-vasútvonal, továbbá a város mellett, az Opir völgyében halad a Barátság kőolajvezeték is. A település becsült lakossága 2022-ben 6054 fő volt.

## Népesség
A település népessége az 1900-as évek elejétől napjainkig 6 és 8 ezer fő körül alakult. Az utolsó, 2001-es ukrajnai népszámlálás idején Szkole lakossága 6742 fő volt. A 2022-es becsült népességszám 6054 fő.
A 2001-es nemzetiség szerinti megoszlás alapján a lakosság túlnyomó többségét, 97,3%-kát az ukránok alkották. Hasonló az anyanyelv szerinti megoszlás is, a lakosság 97,95%-kának ukrán volt az anyanyelve.

## Története
A település első írásos említése 1397-ből való, de régészeti leletek bizonyítják, hogy területe már a Kijevi Rusz idején is lakott volt.
A XIV. századtól 1772-ig a település és a környező területek Lengyel–Litván Nemzetközösség részét képezték. A várost 1569-ban és 1594-ben a tatárok, 1610-ben Rákóczi seregei dúlták fel.
Szkole 1772-ben, Lengyelország első felosztásakor a Habsburg Birodalom fennhatósága alá került, az akkor létrejött Galícia és Lodoméria királysága részeként. Az osztrák katonaság 1772. június 10-én vonult be a városba. 1784-ben árvíz pusztított a városban. A követő években Isabela Lubomirska grófnő német telepeseket hívott Szkole vidékére, akik főként kézművességgel foglalkoztak. Nem csak Szkolében, hanem annak tágabb környezetében is több német telep jött létre. Ilyenek voltak Karlsdorf a mai Klimec faluban, valamint Annaberg (Nahirne), Felizienthal (Dolinyivka). A település környékén a német telepesek bányát nyitottak és vaskohót építettek. A helyben készített vasból mezőgazdasági eszközöket gyártottak. A kohóban kezdetben Zsidacsivben bányászott vasércet használtak, később a Szkole térségében bányászott vasércre tértek át.  A vaskohó közelében csehországi telepesek üveghutákat nyitottak. 1809-ben az üveghutákban már több mint 140 ember dolgozott.
1847-ben Skkole Alfred Potocki grófhoz tartozott. Szkoléban ekkor 238 ház állt és a városnak mintegy 2000 lakosa volt. 1859-ben Alfred Potocki a szkolei földjeit a Tuholka környéki birtokaival együtt Eugeniusz Kiński grófnak adta el 275 000 złotyért.
1862 körül gróf Eugeniusz Kiński Szkole közelében megépítette az első gőzfűrészüzemet, majd 1864-ben a város északi részén létrehozta Galícia legnagyobb gyufagyárát, amely több mint 50 munkást foglalkoztatott.
1885 megnyílt a Sztrij–Szkole vasútvonal, amelyet 1887-ben meghosszabbítottak Munkácsig (ez napjainkban a Csap–Bátyú–Munkács–Lviv-vasútvonal része). Az első személyvonat 1885. április 4-én érkezett a szkolei vasútállomásra Sztrijből. Miután a vasútvonal elérte Szkolét, a város és környékének turizmusa gyors fejlődésnek indult.
A 19. század végén a város fejlődésére jelentős hatást gyakorolt a Grödel testvérek ipari vállalkozása. A Magyarországon is jelentős gazdasági háttérrel rendelkező zsidó származású Albert Grödel osztrák báró (1868–1942) és két testvére, Hermann és Bernard 1886-ban alapította meg a Grödel és testvérei (Grödel und Brüder) vállalkozást Szkoléban, amely a helyi erdőkre alapozott fakitermeléssel és fafeldolgozással, kőbányászattal foglalkozott, gépműhelye és egy kis helyi vízerőműve is volt. Wilhelm Adam Schmidt vállalkozóval együtt jelentős erdőterületeket vásároltak a környéken, a Grödel család birtokainak összes területek 36 ezer hektár volt.
Albert Grödel az 1800-as évek végén vásárolták meg az egykori önálló, napjainkban Szkole egyik településrészét képező Demnyán található kastélyt, amelyet az 1800-as évek közepén épített Eugeniusz Kiński báró neobarokk stílusban. Ezt követően ez a kastély lett a Grödel család központja. (A kastély tetőszerkezetét 2024-ben teljesen felújították egy németországi szervezet támogatásával.)
A második világháború alatt a Grödel-kastélyban magyar hadikórház (M.kir. 503. hadikórház) is működött és a városban magyar katonatemető is található.

## Látnivalók
Grödel-kastély – A kétszintes kastélyt és a körülötte elterülő parkot Eugeniusz Kiński építette az 1800-as évek közepén Demnya településen (napjainkban Szkole településrésze) a Potockiaktól megvásárolt területen. A kastélyt az 1800-as évek végén Albert Grödel iparos és vállalkozó vásárolta meg, majd neobarokk stílusban átépítették. Galícia 1939-es szovjet megszállását követően a kastélyban az NKVD egyik helyi részlegét helyezték el. A német megszállást után, 1944-ben az NKVD visszatért a kastélyba és 1948-is használták. A második világháború alatt magyar hadikórház is működött benne. A kastélyt 1956-tól bentlakásos iskolaként használják, ahol 260 gyereket lehet elhelyezni. Az emeleten a hálótermek, a földszinten az oktatásra szolgáló helyiségek találhatók. A bentlakásos iskolában főként olyan környékbeli településekről származó gyerekek tanulnak, ahol nem található iskola. A Szkolei Városi Tanács tulajdonában álló kastélyt 2020-ban a Szkolei-Beszkidek Nemzeti Parknak adták bérbe 49 évre. A kastély tetőszerkezetét 2024-ben a Frankfurti Zoológiai Társaság anyagi támogatásával teljesen felújították. A kastély közvetlenül a településen áthaladó Csap–Lviv főút mentén található.
Szent Paraszkeva-templom és a harangtornya (cerkva Szvjatoji Paraszkevi ta dzvinnicja) – 1760-ban épített bojkó fatemplom. 1967-ben restaurálták. A szovjet időszakban 1991-ig helytörténeti múzeum volt, 1991-től ismét vallási célokat szolgál.

## Fényképek

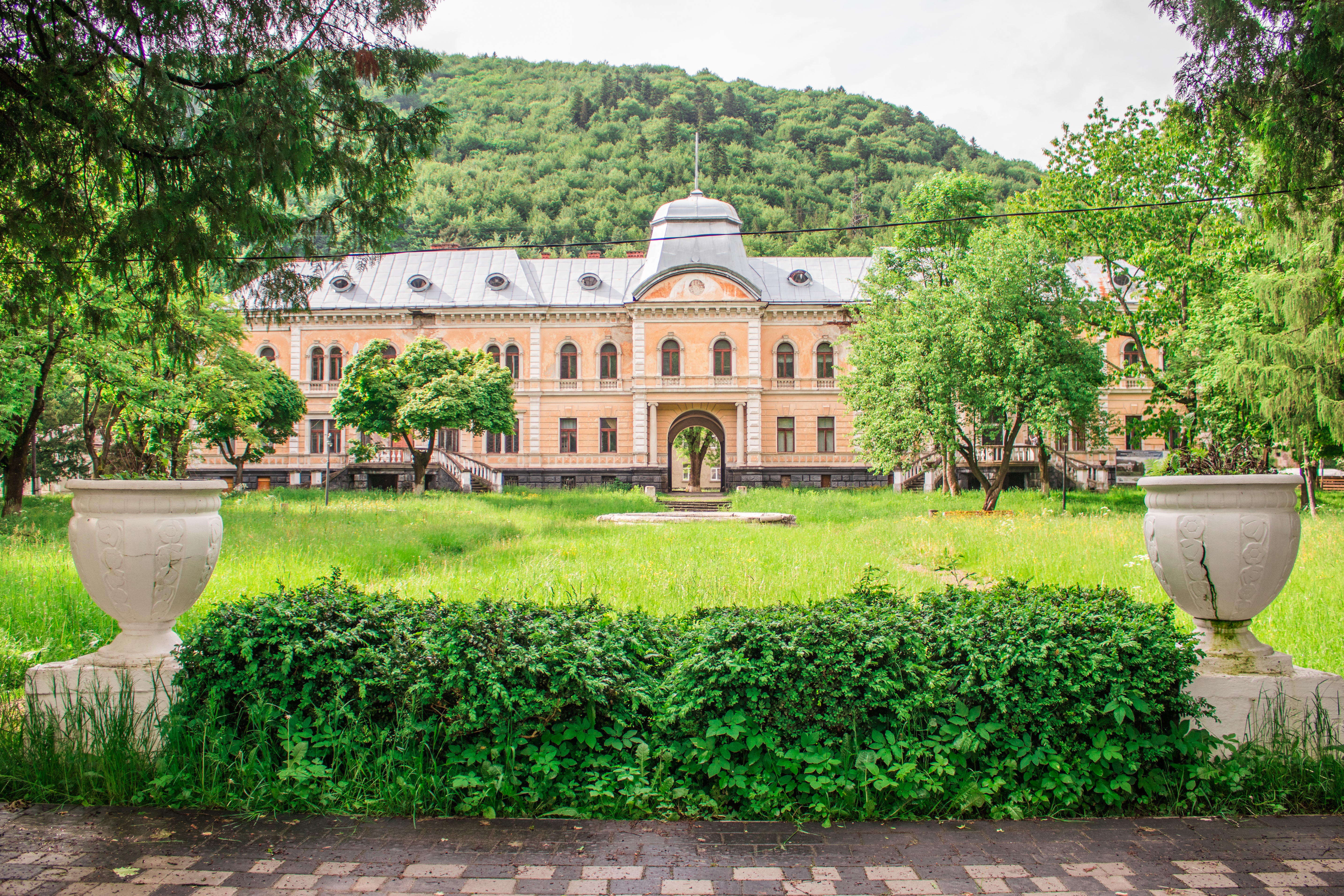
A Grödel-kastély napjainkban
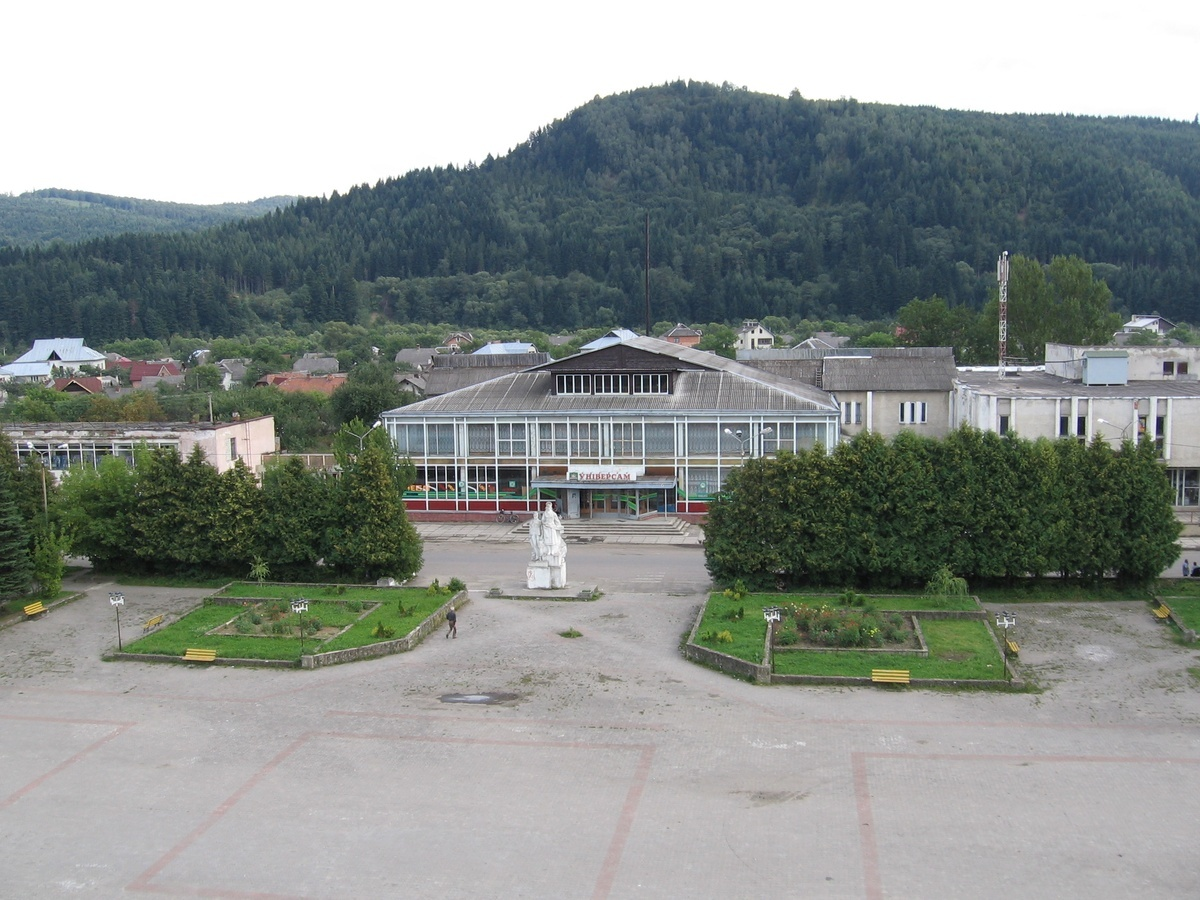
A város főtere, a Függetlenség tér (Majdan Nezalezsnosztyi)
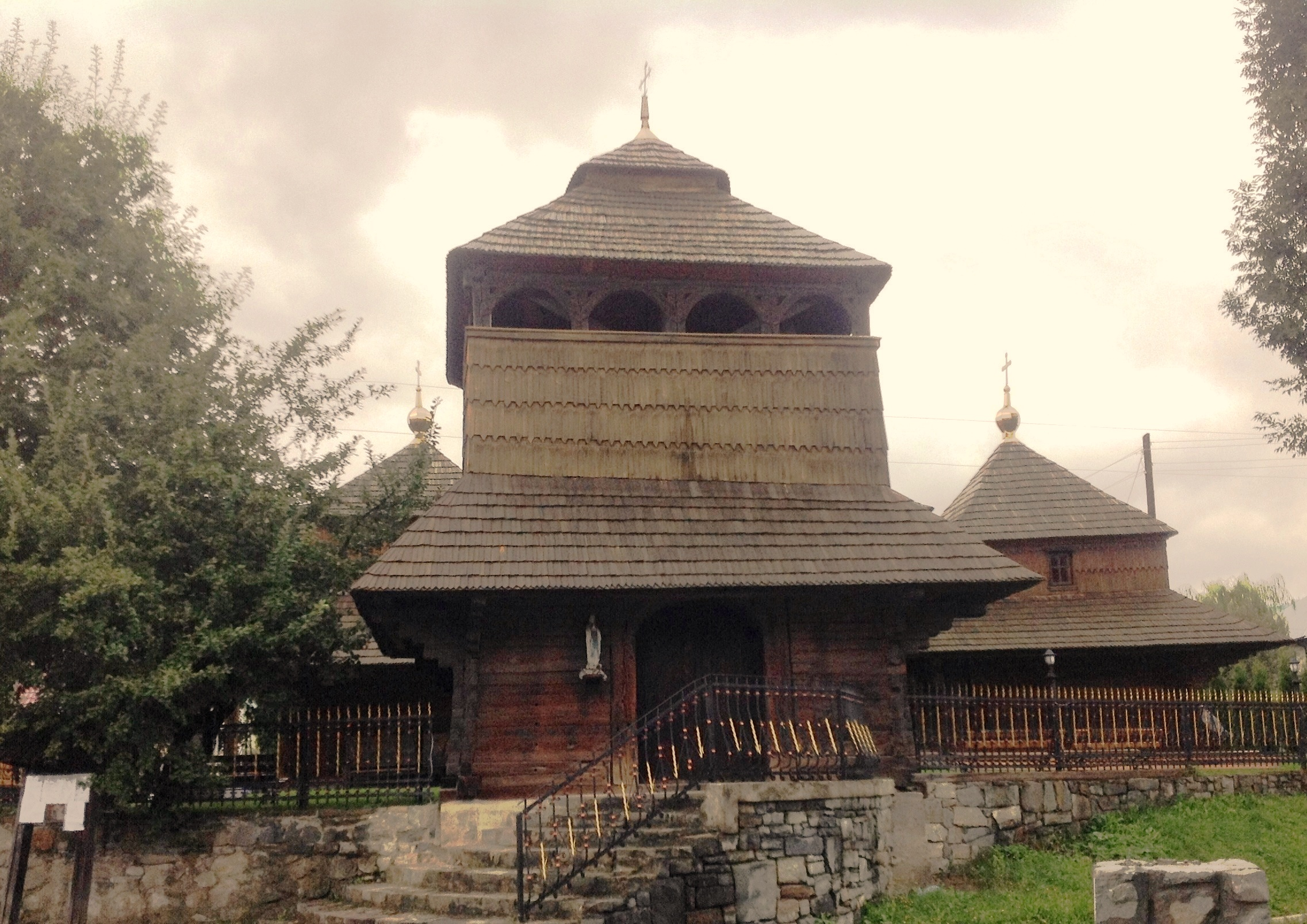
Az 1760-ban épült  Szent Paraszkeva-templom